# Wiesenmühle (Monstab)
Wiesenmühle ist ein Weiler in der Gemeinde Monstab im Landkreis Altenburger Land in Thüringen.

## Lage

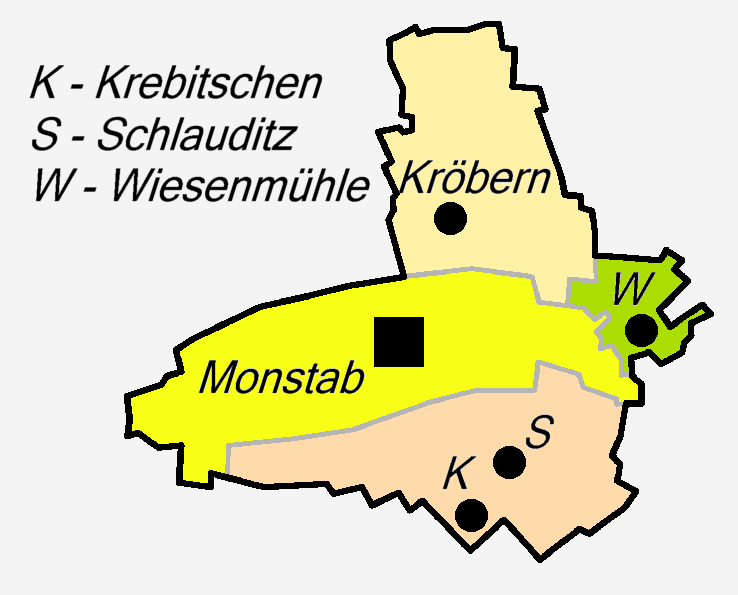
Gemeindegliederung

Wiesenmühle befindet sich wie die Kerngemeinde im Zeitzer-Altenburger-Lösshügelland, einem Ausläufer der Leipziger Tieflandbucht. Die Landesstraße 2173 erschließt das Umland verkehrsmäßig mit Anschluss an die Bundesstraße 180.

## Geschichte
Bereits am 6. März 1196 bestand der Weiler. Er gehörte später zum wettinischen Amt Altenburg, welches ab dem 16. Jahrhundert aufgrund mehrerer Teilungen im Lauf seines Bestehens unter der Hoheit folgender Ernestinischer Herzogtümer stand: Herzogtum Sachsen (1554 bis 1572), Herzogtum Sachsen-Weimar (1572 bis 1603), Herzogtum Sachsen-Altenburg (1603 bis 1672), Herzogtum Sachsen-Gotha-Altenburg (1672 bis 1826). Bei der Neuordnung der Ernestinischen Herzogtümer im Jahr 1826 kam der Ort wiederum zum Herzogtum Sachsen-Altenburg.
Nach der Verwaltungsreform im Herzogtum gehörte Wiesenmühle bezüglich der Verwaltung zum Ostkreis (bis 1900) bzw. zum Landratsamt Altenburg (ab 1900). Das Dorf gehörte ab 1918 zum Freistaat Sachsen-Altenburg, der 1920 im Land Thüringen aufging. 1922 kam Wiesenmühle zum Landkreis Altenburg.
Der Braunkohleabbau um das im Südosten des Meuselwitz-Altenburger Braunkohlereviers liegende Wiesenmühle wurde um 1866 begonnen. Fünf Tiefbaugruben bestanden östlich des Orts, die letzte bis 1952. Im Tagebau wurde die Kohle in kleineren Gruben bei Oberlödla und nordwestlich des Orts im Tagebau Gertrud II (1914 bis 1932) gefördert.
Am 1. Juli 1950 wurde das Dorf in Monstab eingemeindet. 2012 wohnten hier 25 Personen.